# Elisabeth Freundlich
Elisabeth Freundlich (geboren am 21. Juli 1906 in Wien, Österreich-Ungarn; gestorben am 25. Jänner 2001 in Wien) war eine österreichische Schriftstellerin.

## Leben
Die Tochter des jüdischen sozialdemokratischen Rechtsanwalts und zeitweiligen Präsidenten der Arbeiterbank Jacques Freundlich studierte Germanistik, Romanistik und Theaterwissenschaften in Wien, wo sie Mitglied des Verbandes Sozialistischer Studenten Österreichs wurde. Nach dem Studium arbeitete sie als Dramaturgin am Neuen Wiener Schauspielhaus. Nachdem ihr Vater 1934 verhaftet wurde, Berufsverbot erhielt und unter Hausarrest gestellt wurde, floh die Familie 1938 ins Exil; zunächst nach Zürich, später nach Paris, wo sie im Mai 1938 die Fédération des Emigrés provenant d’Autriche (Föderation der österreichischen Emigranten) gründete. Im September beteiligte sie sich mit Kurt Lichtenstern (Conrad H. Lester), Emil Alphons Rheinhardt und Arpad Haas an der Gründung der Ligue de l’Autriche Vivante (Liga für das geistige Österreich), an der unter anderem auch Joseph Roth, Franz Werfel, Alfred Polgar, Kurt Blaukopf, Gina Kaus und Ludwig Ullmann mitwirkten. 1940 emigrierte sie nach New York, wo sie zunächst als Lehrbeauftragte an Colleges und Universitäten arbeitete und an der Columbia University ein Studium als Bibliothekarin absolvierte. Ab 1943 hatte sie eine feste Stellung am Metropolitan Museum of Art, die sie dazu nützte, nebenher das Feuilleton der Austro-American Tribune aufzubauen und zu betreuen.
Seit 1945 war sie mit dem aus Breslau stammenden, ebenfalls ins Exil gegangenen Philosophen Günther Anders verheiratet. Mit ihm kehrte sie 1950 nach Wien zurück, wo sie feststellen musste, dass ihre Manuskripte nicht gefragt waren. Daher übersetzte sie, zusammen mit ihrem Mann, vorwiegend amerikanische Literatur und schrieb für Zeitungen in der Bundesrepublik Deutschland – besonders für den Mannheimer Morgen, für den sie u. a. vom Frankfurter Auschwitz-Prozess und den Folgeprozessen berichtet hat. Erst Mitte der 1970er Jahre kam sie auch in Österreich zu Wort und veröffentlichte nach 1980 ein umfangreiches dichterisches und publizistisches Werk.
Im Jahr 2009 wurde in Wien-Donaustadt (22. Bezirk) der Elisabeth-Freundlich-Weg nach ihr benannt.

## Werke
Romane und Erzählbände
- Invasion Day. Wulff, Überlingen 1948 (unter dem Ps. Elisabeth Lanzer). Neuausgabe unter dem Titel Wir waren ja wahnsinnig, damals, Persona Verlag, Mannheim 2022, ISBN 978-3-924652-45-6.[4]
- Der eherne Reiter. Insel, Frankfurt 1982, ISBN 3-458-14029-8.
- Der Seelenvogel. Zsolnay, Wien 1986, ISBN 3-552-03804-3.
- Finstere Zeiten. Persona Verlag, Mannheim 1986, ISBN 3-924652-05-8.
- Die fahrenden Jahre. Erinnerungen. Hrsg. und Nachwort von Susanne Alge. Otto Müller, Salzburg 1992, ISBN 3-7013-0824-1.
- Der Onkel aus Triest. Erzählungen und Betrachtungen. Edition Art Science, Wien - St. Wolfgang 2009, ISBN 978-3-902157-57-7.

Sachbücher
- Sie wussten, was sie wollten: Lebensbilder bedeutender Frauen aus 3 Jahrhunderten. Herder, Freiburg 1981, ISBN 3-451-07893-7.
- Die Ermordung einer Stadt namens Stanislau. NS-Vernichtungspolitik in Polen 1939–1945. Österreichischer Bundesverlag, Wien 1986, ISBN 3-215-06077-9. Mit Nachworten von Susanne Alge und Yaroslav Hrytsak wieder herausgegeben von Paul Rosdy, Verlag der Theodor Kramer Gesellschaft, Wien 2016, ISBN 978-3-901602-66-5.

Artikel
- Die Welt Robert Neumanns. In: Robert Neumann. Stimmen der Freunde. Der Romancier und sein Werk. Zum 60. Geburtstag am 22. Mai 1957. Wien-München-Basel (Desch) 1957, S. 63–131.
- Warnen und Warten. In: Franz Richard Reiter (Hrsg.): Unser Kampf. In Frankreich für Österreich. Interviews mit Widerstandskämpfern, Dokumente 7, Wien (Ephelant, früher: Böhlau) 1984, S. 19–40, ISBN 978-3-900766-02-3.
- Deutsches Bundesverdienstkreuz für Kinderraub. In: FORVM, Heft 406–408, Wien, 20. Oktober 1987, S. 29–31.
- Die Vernunft der Täter. In: FORVM, Heft 411/412, Wien, 11. März 1988, S. 11.
- Anna Mahler. In: FORVM, Heft 417–419, Wien, 11. Oktober 1988, S. 59.